# Basse-Allaine
Basse-Allaine ist eine politische Gemeinde im Distrikt Porrentruy  des Kantons Jura in der Schweiz.
Sie wurde mit Wirkung auf den 1. Januar 2009 aus dem Zusammenschluss von Buix, Courtemaîche und Montignez gebildet. Sitz der Gemeindeverwaltung ist Courtemaîche.
Nachbargemeinden sind im Uhrzeigersinn im Norden beginnend Boncourt im Norden, Bure im Südosten, Courchavon im Süden, Coeuve und Damphreux-Lugnez im Osten (alle Kanton Jura) sowie Courcelles und Villars-le-Sec in Frankreich.
Der Name Basse-Allaine leitet sich vom Fluss Allaine ab, der bei Boncourt die Schweiz verlässt.
Im Juni 2007 stieg die Gemeinde Courchavon aus dem laufenden Fusionsprojekt aus – namentlich aus fiskalischen Gründen. Die Gemeinde Courtemaîche hatte es Ende Oktober 2007 abgelehnt, die neue Gemeinde Allancourt zu nennen.